# Чемпіонат світу з футболу 2010 (кваліфікаційний раунд, плей-оф між зонами)
У кваліфікації до Чемпіонату світу відбулося два матчі плей-оф між збірними різних конфедерацій для визначення остаточних двох місць в фінальній частині чемпіонату світу 2010 року.

## Регламент учасників
1. Переможець п'ятого раунду конфедерації АФК проти володаря Кубка націй ОФК
2. Збірна, що зайняла 4 місце в четвертому раунді кваліфікації КОНКАКАФ проти збірної, що зайняла 5-те місце в груповому етапі кваліфікації від КОНМЕБОЛ

Жеребкування порядку, в якому проходитимуть матчі була проведена 2 червня 2009 під час Конгресу ФІФА в Нассау, Багамські острови.

## АФК — ОФК
| 10 жовтня 2009 18:30 UTC+3 |

| Бахрейн | 0 – 0    | Нова Зеландія |
| ------- | -------- | ------------- |
|         | Протокол |               |

| Національний Стадіон Бахрейну, Ріффа Глядачів: 37,000 Арбітр: Віктор Кашшаї (Угорщина) |

| 14 листопада 2009 20:00 UTC+13 |

| Нова Зеландія | 1 – 0    | Бахрейн |
| ------------- | -------- | ------- |
| Фаллон 45'    | Протокол |         |

| Вестпак, Веллінгтон Глядачів: 36,500 Арбітр: Хорхе Ларіонда (Уругвай) |

Нова Зеландія кваліфікувалася в фінальну частину чемпіонату світу 2010 року.

## КОНКАКАФ — КОНМЕБОЛ
| 14 листопада 2009 20:00 UTC-6 |

| Коста-Рика | 0 – 1    | Уругвай    |
| ---------- | -------- | ---------- |
|            | Протокол | Лугано 21' |

| Рікардо Спарісса, Сан-Хосе Глядачів: 19,500 Арбітр: Альберто Ундіано Мальєнко (Іспанія) |

| 18 листопада 2009 21:00 UTC-2 |

| Уругвай   | 1 – 1    | Коста-Рика  |
| --------- | -------- | ----------- |
| Абреу 70' | Протокол | Сентено 74' |

| Естадіо Сентенаріо, Монтевідео Глядачів: 62,150 Арбітр: Массімо Бузакка (Швейцарія) |

Уругвай кваліфікувався в фінальну частину чемпіонату світу 2010 року.

## Бомбардири
1 гол
| - Рорі Фаллон - Вальтер Сентено - Себастьян Абреу - Дієго Лугано |